# Burcei
Burcei (sardinski: Brucèi) je grad i općina (comune) u pokrajini Južnoj Sardiniji u regiji Sardiniji, Italija. Nalazi se na nadmorskoj visini od 648 metara i ima populaciju od 2 802 stanovnika.
 Prostire se na teritoriju od 94,85 km². Gustoća naseljenosti je 30 st/km².
Susjedne općine su: San Vito, Sinnai i Villasalto.